# Lema de la Unión Soviética
El lema de la URSS era una cita extraída del Manifiesto Comunista, de Karl Marx y Friedrich Engels, que dice: ¡Proletarios de todos los países, uníos!, también interpretado como Trabajadores del mundo, ¡uníos! o Proletarios del mundo, uníos.
Este lema aparecía en el escudo de la URSS escrito en las distintas lenguas de las repúblicas de la URSS, en orden inverso al que eran mencionadas en la Constitución de la URSS. También aparecía en los escudos de las distintas Repúblicas Socialistas Soviéticas, en ruso y en el idioma de la república, así como también aparecía en el escudo de las Repúblicas Socialistas Soviéticas Autónomas, escrito en el idioma de la RSSA y en el de la RSS a la que pertenecía.
El lema de la Unión Soviética en sus distintas lenguas:
Ruso: Пролетарии всех стран, соединяйтесь!
Ucraniano: Пролетарі всіх країн, єднайтеся!
Bielorruso: Пралетарыі ўсіх краін, яднайцеся!
Uzbeko: Barcha mamlakatlar mehnatkashlari, birlashing!
Kazajo: Барлық елдердің пролетарлары, бірігіңдер!
Georgiano: პროლეტარ ყველა ქვეყნისა, შეერთდით!
Azerí: Бүтүн өлкәләрин пролетарлары, бирләшин!
Lituano: Visų šalių proletarai, vienykitės!
Moldavo: Пролетарь дин тоате цэриле, униць-вэ!
Letón: Visu zemju proletārieši, savienojieties!
Kirguís: Бардык өлкөлордүн пролетарлары, бириккиле!
Tayiko: Пролетарҳои ҳамаи мамлакатҳо, як шавед!
Armenio: Պրոլետարներ բոլոր երկրների, միացե'ք!
Turcomano: Әхли юртларың пролетарлары, бирлешиң!
Estonio: Kõigi maade proletaarlased, ühinege!
Tártaro: Барлык илләрнең пролетарийлары, берләшегез!
Finés: Kaikkien maiden proletaarit, liittykää yhteen!
Búlgaro: Пролетарии от всички страни, съединявайте се!